# A・J・クィネル
A・J・クィネル（A. J. Quinnell, 1940年6月25日 - 2005年7月10日）は、イギリスの作家で、本名はフィリップ・ニコルソン（Philip Nicholson）。バイオレンス小説を多く出版した。

## 人物
A・J・クィネルことフィリップ・ニコルソンは『燃える男』の出版の際に、ニコルソンは担当の著作権エージェントとパーで飲んでいた。この作品に本名とは別のペンネームを使用することを申し出ると、エージェントはラグビー選手のデレク・クィネルの名前を出し、そして、そのバーのバーテンダーの息子のイニシャル“A・J”をあわせることで“A・J・クィネル”の名前が誕生した。その後は、覆面作家として、フィリップ・ニコルソンの名を伏せて執筆していたが、1999年の『トレイル・オブ・ティアズ』の発表時、経歴その他を公開した。
3度の結婚をしており、最初の妻 Elsebeth Egholm は、デンマーク出身のミステリー作家であり、マルタのゴゾ島の住居で、執筆活動をしていた。2005年に肺がんのため、亡くなる。
また、執筆した小説のいくつかは、彼の旅先で出会った実在の人物に基づいている。
日本での翻訳は、すべて大熊栄が担当している。

## 著作

### 元傭兵クリーシィ・シリーズ
ゴゾ島を根城にする元傭兵のクリーシーが活躍するアクション・シリーズ。
- 『燃える男』 Man on Fire (1980) 集英社
スコット・グレン主演で映画化『燃える男』Man on Fire (1987)
デンゼル・ワシントン主演で映画化『マイ・ボディガード』(2004)
ヤーヤ・アブドゥル＝マティーン2世主演でNetflixオリジナルドラマ化『Man On Fire』(TBA)
- 『パーフェクト・キル』 The Perfect Kill (1992) 新潮文庫
上記ドラマ化作品『Man On Fire』の原作となる。
- 『ブルー・リング』 The Blue Ring (1993) 新潮文庫
- 『ブラック・ホーン』 Black Horn (1994) 新潮文庫
- 『地獄からのメッセージ』 Message from Hell (1996) 新潮文庫

### その他
- 『メッカを撃て』 The Mahdi (1981) 集英社 のち文庫
- 『スナップ・ショット』 Snap Shot (1982)新潮文庫 - イラク原子炉爆撃事件
- 『血の絆』 Blood Ties (1984) 新潮文庫
- 『サン・カルロの対決』 Siege of Silence (1986) 新潮文庫
- 『ヴァチカンからの暗殺者』 In the Name of the Father (1987) 新潮文庫 - パウロ2世暗殺未遂事件
- 『イローナの四人の父親』 The Shadow (1991) 新潮文庫
- 『トレイル・オブ・ティアズ』 The Trail of Tears (1999) 集英社
- The Scalpel (2001)

### 短編集
- 『地獄の静かな夜』 A Quiet Night in Hell (2001) 集英社

1. 「手錠」
2. 「愛馬グラディエーター」 Gladiator
3. 「バッファロー」 Buffalo
4. 「ヴィーナス・カプセル」 The Venus Capsule
5. 「六十四時間」
6. 「ニューヨーク、ニューイヤー」
7. 「地獄の静かな夜」 A Quiet Night in Hell